# Louteridium donnell-smithii
Louteridium donnell-smithii är en akantusväxtart som beskrevs av S. Wats.. Louteridium donnell-smithii ingår i släktet Louteridium och familjen akantusväxter. Inga underarter finns listade i Catalogue of Life.